# Trypanosoma pestanai
Trypanosoma pestanai – kinetoplastyd z rodziny świdrowców należący do królestwa protista. Pasożytuje we krwi borsuka (Meles meles).
T. pestanai osiąga 25,33 – 33,33 μm długości.
Występuje na terenie Europy.